# Karsten Lehmann
Karsten Lehmann (* 6. Februar 1982) ist ein deutscher Badmintonspieler. 

## Karriere
Karsten Lehmann gewann 2001 Junioren-Teamsilber mit der SG EBT Berlin. Für EBT spielt er auch seit der Saison 2006/2007 in der 1. Bundesliga. Seinen größten Erfolg feierte er mit der Mannschaft in der Saison 2010/2011, als er deutscher Mannschaftsmeister wurde.

## Sportliche Erfolge
| Saison    | Veranstaltung                         | Disziplin  | Platz | Name |
| --------- | ------------------------------------- | ---------- | ----- | --- |
| 2000/2001 | Deutsche Mannschaftsmeisterschaft U19 | Mannschaft | 2     | SG EBT Berlin (Tim Dettmann, Norman Wolke, Cathrein Hückstädt, Maria Neiling, Marcus Köster, Karsten Lehmann, Monja Bölter)                                                                                           |
| 2007/2008 | Deutsche Mannschaftsmeisterschaft     | Mannschaft | 3     | SG EBT Berlin (Xuan Chuan, Tim Dettmann, Dieter Domke, Conrad Hückstädt, Karsten Lehmann, Michał Łogosz, Johannes Schöttler, Johannes Szilagyi, Nicole Grether, Janet Köhler, Joanne Nicholas-Wright, Juliane Schenk) |
| 2009/2010 | Deutsche Mannschaftsmeisterschaft     | Mannschaft | 3     | SG EBT Berlin |
| 2010/2011 | Deutsche Mannschaftsmeisterschaft     | Mannschaft | 1     | SG EBT Berlin |